# BMW M2
El BMW M2 és un coupé esportiu de la marca de Múnic presentat a finals de l'any 2015. Està dissenyat per l'empresa M-
Motorsport, que és la secció de vehicles esportius de BMW. La fabricació es realitza a la planta productiva de Leipzig (
Alemanya), la mateixa que la resta de la sèrie 2.
El seu posicionament al mercat està per sota dels M3 / M4 i corona la sèrie 2 de BMW i es tracta del successor natural del BMW 1M coupé.

## Característiques
La seva carrosseria agafa com a base la sèrie 2 coupé de BMW (codi F87). S'ha realitzat un eixamplament substancial del xassís, que ha necessitat un disseny de parafangs i paraxocs específics, que el diferencien clarament de la resta de models de la sèrie F87. Les quatre sortides d'escapament tradicionals dels models M, li atorguen l'aspecte de vehicle potent, i una imatge inequívoca que es tracta d'un M2.
El motor és el conegut amb el codi N55 que disposa de 6 cilindres en línia de 3 litres de cilindrada, però potenciat amb un turbo tipus twin scroll (de doble espiral) que rendeix 370cv a 6500 rpm.
El xassís i esquema de suspensions deriven del M3/M4 del 2016, així com el seu sistema de frens amb discs d'acer perforats i ventilats.
Amb la seva disposició tradicional de motor davanter i tracció darrere, disposa d'un gran equilibri dels seus 1495 kg de pes entre els dos eixos.

## Prestacions
La velocitat màxima està autolimitada a 250Km/h i com a opció es pot demanar la limitació a 270 km/h.
L'acceleració de 0-100 km/h la realitza en 4,5 segons amb la caixa DKG de doble embragatge opcional, mentre que l'esprint amb la caixa manual de sèrie és 0,2 segons més lent.

## Equipament
S'ofereix únicament en quatre possibles colors (blanc, blau, vermell i negre) i opcionalment es pot triar una caixa de canvi DKG de set velocitats automàtica de doble embragatge.

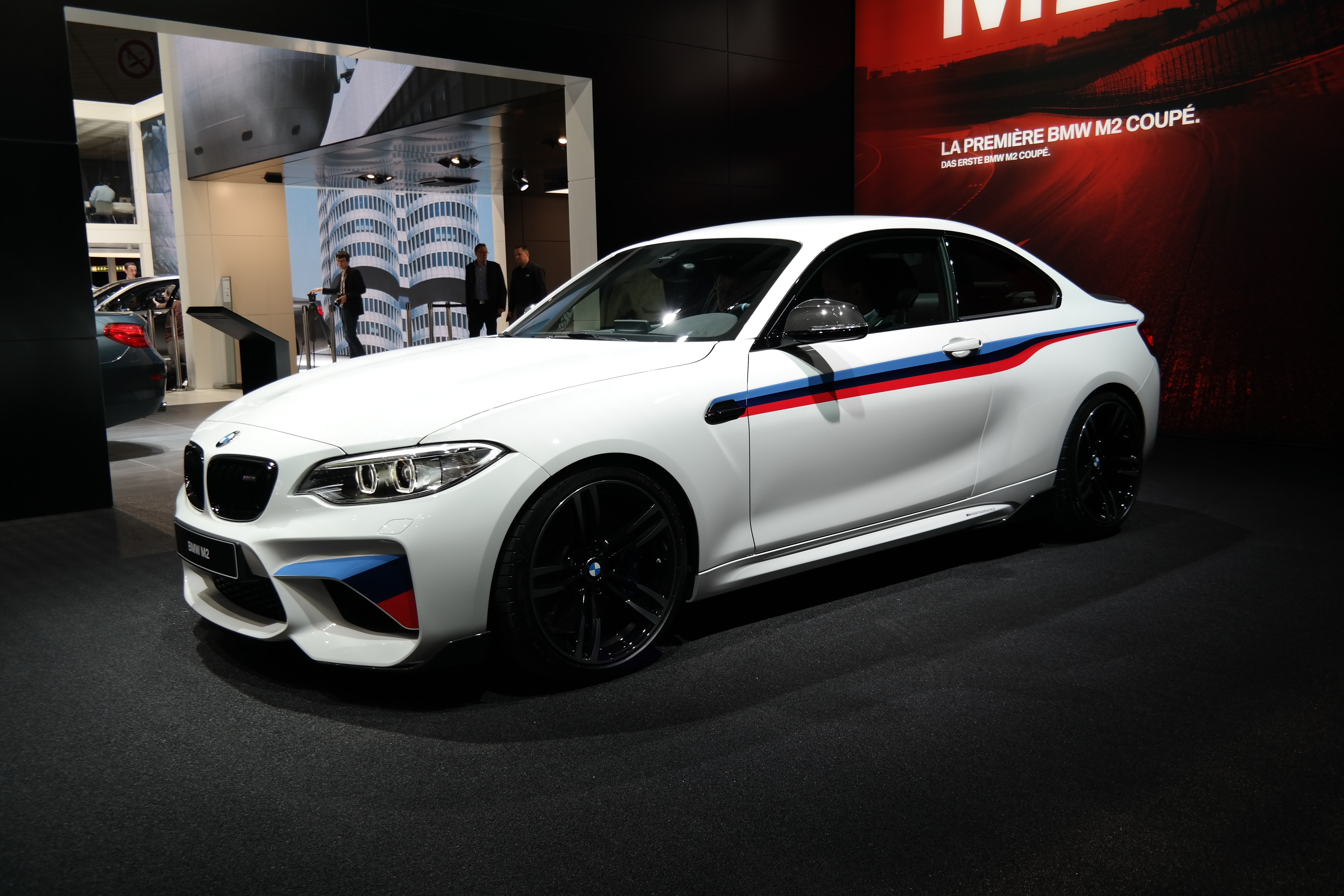
BMW M2
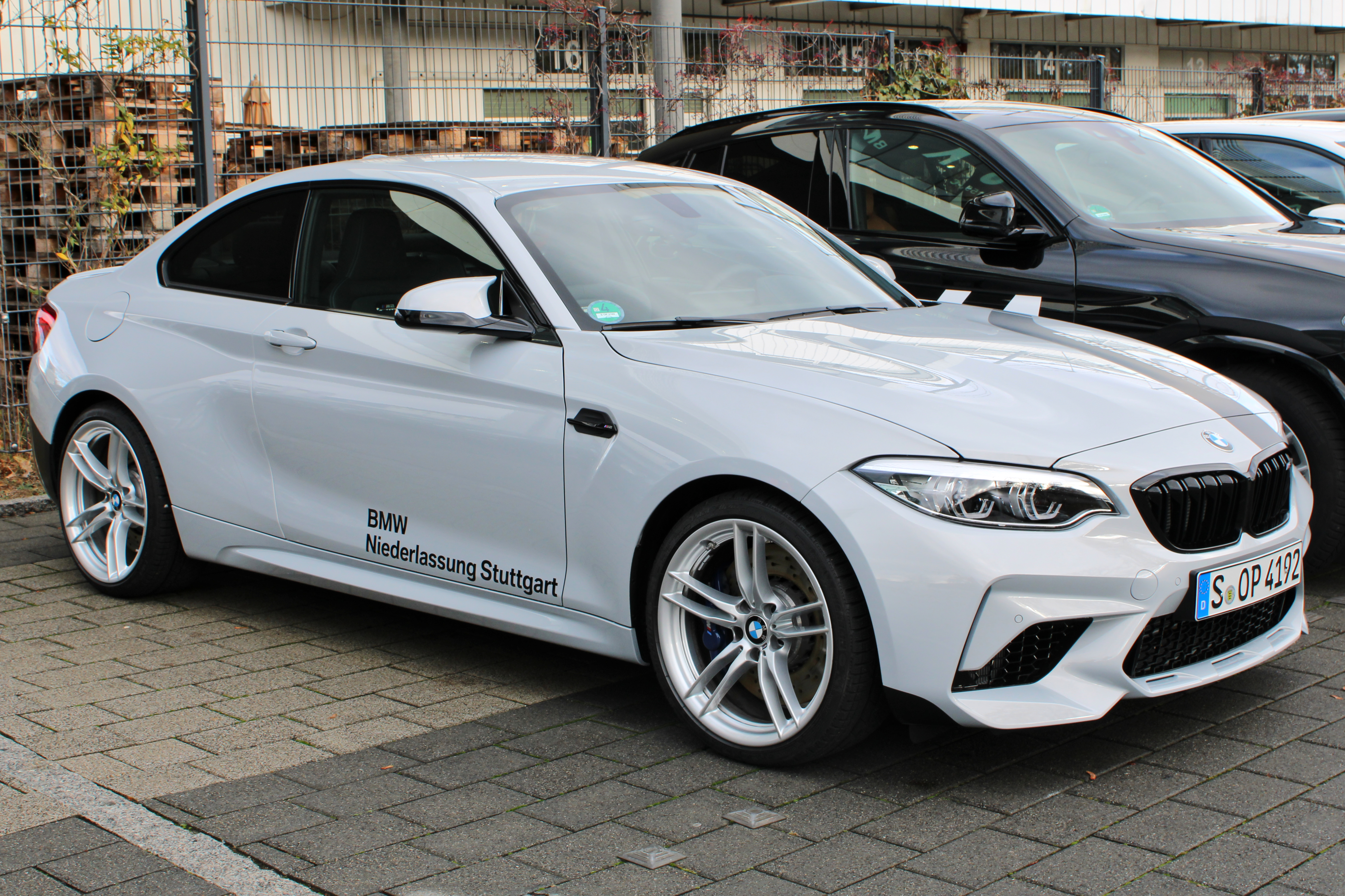
BMW M2 Competition
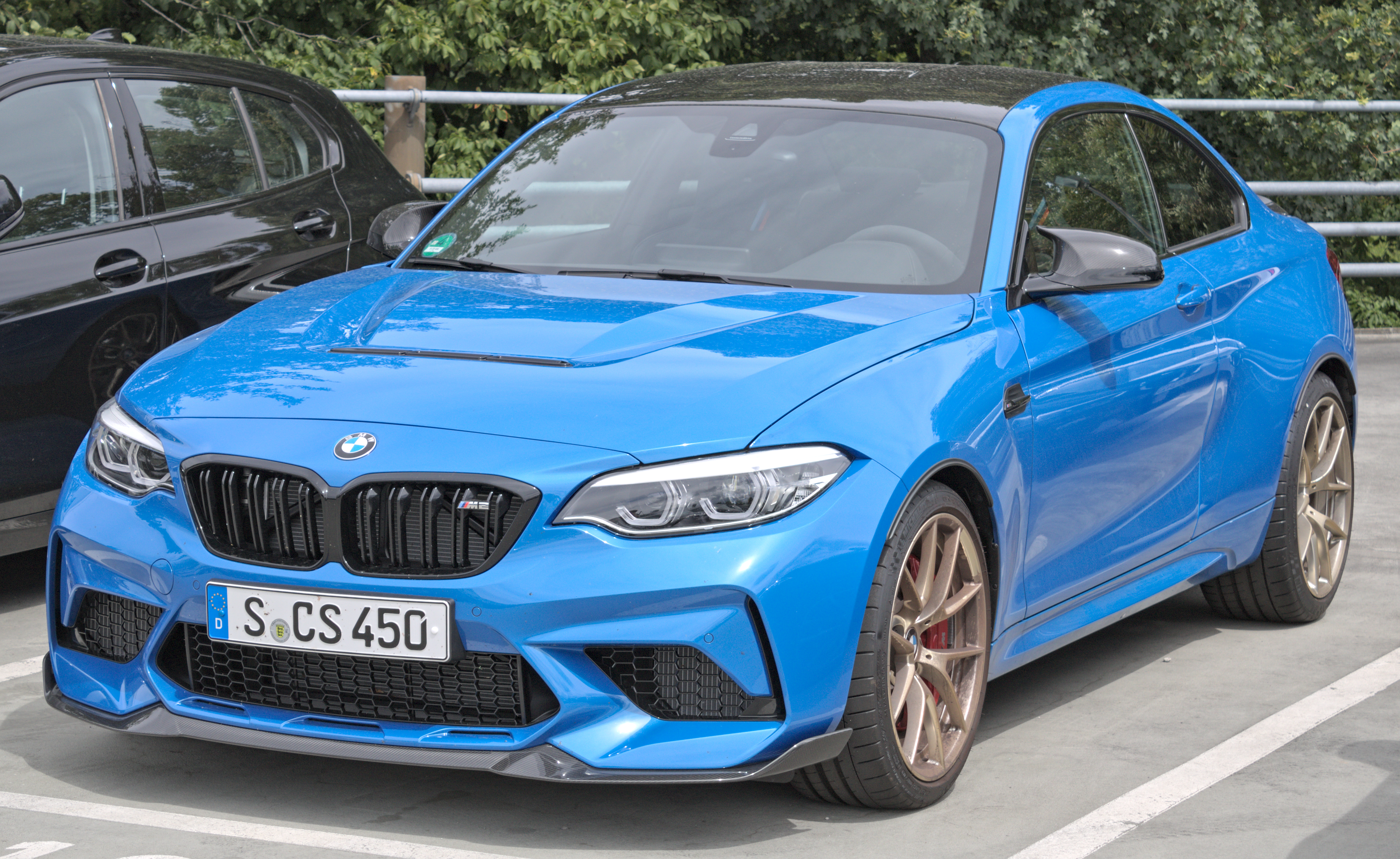
BMW M2 CS